# Lakkasandra, Bagepalli
Lakkasandra là một làng thuộc tehsil Bagepalli, huyện Chikkaballapur, bang Karnataka, Ấn Độ.